# Desfile de la Diversidad de Curitiba
El Desfile de la Diversidad de Curitiba es una marcha del orgullo que se celebra de forma anual en la capital del estado de Paraná, en Brasil, en el que miembros de la comunidad local celebran la diversidad sexual y de género, así como la historia, la cultura y la lucha por los derechos de las poblaciones LGBT. La primera edición del desfile tuvo lugar en 1995.
El recorrido del desfile suele desarrollarse desde la Plaza 19 de Diciembre hasta la Plaza Nossa Senhora de Salete, frente al edificio de la Asamblea Legislativa de Paraná.

## Historia
Considerado como la primera marcha del orgullo de Brasil, la primera edición del desfile fue conocido como desfile gay o GLT (gays, lesbianas y travestis) y tuvo lugar el 31 de enero de 1995. El Desfile GLT en Curitiba fue organizado a la par de la creación de la Asociación Brasileña de Gays, Lesbianas y Travestis (ABGLT), que sigue siendo una de las principales entidades que luchan por los derechos LGBTQIA+ en Brasil. El evento contó con la participación de más de 500 personas y 40 grupos de diferentes partes de Brasil. La concentración se inició en la Plaza Santos Andrade, y recorrió las principales calles del centro de la ciudad.
Después del primer Desfile GLT en 1995, Curitiba continuó albergando eventos anuales que crecieron en tamaño e importancia. El desfile se convirtió con el tiempo en un evento importante en el calendario de la ciudad, atrayendo a miles de participantes cada año. Durante la década de 2000, el Desfile de la Diversidad de Curitiba comenzó a ganar más visibilidad y apoyo de los medios locales, aumentando la participación y la concientización alrededor de los derechos de las personas LGBT.
El evento pasó a llamarse "Desfile de la Diversidad" en 2005, cuando la Asociación Paranaense del Desfile de la Diversidad (APPAD, por sus siglas en portugués) comenzó a organizar el evento. Desde entonces, APPAD ha sido la responsable de organizar el desfile, con el apoyo de otras organizaciones que promueven la visibilidad y los derechos de la comunidad LGBTQIA+ en Curitiba y Paraná.
En 2015, el Orgullo celebró su décimo quinto aniversario con una participación récord en que destacó la importancia de la lucha continua por los derechos y la igualdad.
El Grupo Dignidade, que anteriormente organizaba el desfile, también inició una Marcha por la Diversidad en Curitiba en 2016, que tuvo lugar en paralelo al Desfile de la Diversidad. Según Toni Reis, esta marcha fue creada para conmemorar el Día Internacional contra la Homofobia. Sin embargo, en años posteriores, la marcha también hizo referencia al Día Internacional del Orgullo LGBT.
En 2020, el desfile se realizó de forma virtual debido a la pandemia de COVID-19.
En julio de 2022, se reanudó el desfile en honor al Mes del Orgullo. Después de la marcha, en noviembre también se realizó un segundo desfile. Este evento fue interrumpido luego de que Laurize Oliveira, DJ asistente a la celebración, cayera de una carroza y falleciera.

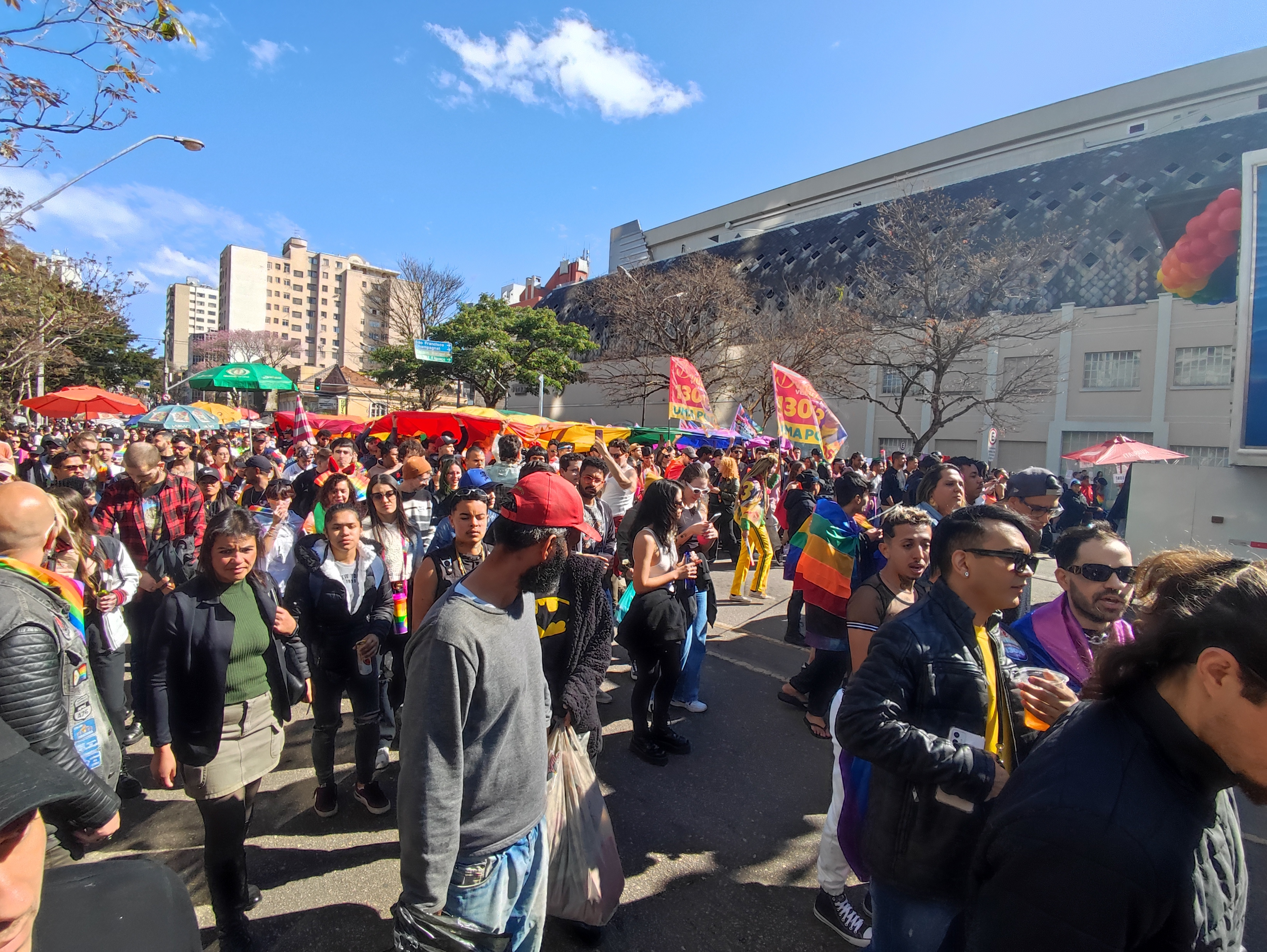
Edición de 2024 del Desfile de la Diversidad de Curitiba.

El 10 de diciembre de 2023, el Desfile de la Diversidad de Curitiba fue multado con R$ 13.024,74 por la Municipalidad de Curitiba. La multa fue aplicada a la Unión de Lesbianas, Gays, Bisexuales, Travestis y Transexuales de Paraná por realizar el evento sin la licencia específica exigida por la legislación municipal. Los organizadores afirmaron que intentaron obtener la autorización necesaria, pero no recibieron respuesta del ayuntamiento a tiempo. Debido a ello, decidieron realizar el evento como un acto político en la calle Marechal Deodoro. La organización calificó la multa una medida política y arbitraria, destacando la importancia cultural e histórica del Desfile de la Diversidad, que llevaba realizándose por más de 20 años en Curitiba.
En agosto de 2023, un concejal de Curitiba presentó un proyecto de ley que pretendía prohibir que niños y adolescentes participaran en eventos LGBTQIA+, como los desfiles del orgullo. La propuesta encontró resistencia y la asesoría jurídica de la Cámara Municipal de Curitiba señaló posibles inconstitucionalidades en el texto.